# 阿尔·劳伦斯
阿尔·劳伦斯（英語：Al Lawrence，1930年7月9日—2017年5月15日），澳大利亚男子田径运动员。他曾代表澳大利亚参加1956年和1960年夏季奥林匹克运动会田径比赛，其中1956年奥运会获得一枚铜牌。